# Medaglia e Premio Kelvin
La Medaglia e il Premio Kelvin sono un premio assegnato dall'Institute of Physics. Fu istituito nel 1994 e prende il nome da Lord Kelvin. Il premio è assegnato ogni anno per premiare coloro impegnati nella divulgazione della fisica che dimostrano contributi eccezionali alla comprensione pubblica della fisica (outstanding contributions to the public understanding of physics).
(Da non confondere con la "Kelvin Gold Medal" (Medaglia d'oro Kelvin) - assegnata da un gruppo di Presidenti dell'Engineering Institute)

## Vincitori
- 2018 Helen Czerski[2]
- 2017 Wendy Sadler[3]
- 2016 Brady Haran, Michael Merrifield e Philip Moriarty[4]
- 2015 Christopher Lintott[5]
- 2014 Tim O'Brien,[6] Teresa Anderson[6]
- 2013 Jeff Forshaw[7]
- 2012 Graham Farmelo[8]
- 2011 Jim Al-Khalili[9]
- 2010 Brian Cox[10]
- 2009 John D Barrow[11]
- 2008 Simon Singh[12]
- 2007 Charles Jenkins[13]
- 2006 Kathy Sykes
- 2005 Heather Reid
- 2004 Michael and Wendy Gluyas
- 2003 Peter Barham
- 2002 Peter I P Kalmus
- 2001 Paul Charles William Davies
- 2000 Colin Humphreys
- 1999 John Anthony Scott
- 1998 Lesley Glasser
- 1997 Brian W Delf
- 1996 Frank Close